# Galectin-1
Galectin-1‏ (Galectin 1) هوَ بروتين يُشَفر بواسطة جين Galectin-1 في الإنسان.